# 殭屍終結者
《殭屍終結者》（英語：Buffy The Vampire Slayer）是一部1992年美國黑色喜劇恐怖片，由法蘭·魯貝爾·庫祖執導，喬斯·溫登編劇，克里斯蒂·斯旺森、唐納·蘇德蘭、保羅·魯本斯、魯格·豪爾與路克·派瑞主演。講述名為巴菲·薩莫斯的山谷女孩啦啦隊長得知自己的命運是獵殺吸血鬼。
電影1992年7月31日在美國上映，票房還算成功，口碑褒貶不一。編劇溫登於五年後，創作了風格更加黑暗、更受歡迎的衍生電視劇《魔法奇兵》，但兩者部分設定存在出入。

## 演員
- 克里斯蒂·斯旺森飾演巴菲·薩莫斯（英语：Buffy Summers）
- 唐納·蘇德蘭飾演梅里克·賈米森-史密斯（Merrick Jamison-Smythe）
- 保羅·魯本斯（英语：Paul Reubens）飾演艾米林（Amilyn）
- 希拉蕊·史旺飾演金柏莉·漢納（Kimberly Hannah）
- 魯格·豪爾飾演洛索斯（Lothos）
- 路克·派瑞飾演派克（Pike）
- 班·艾佛列克飾演10號籃球員（未掛名）
- 賽斯·葛林飾演吸血鬼（未掛名）
- 艾利西斯·艾奎特（英语：Alexis Arquette）飾演吸血鬼DJ

## 外部連結
- 互联网电影数据库（IMDb）上《殭屍終結者》的资料（英文）
- AllMovie上《殭屍終結者》的资料（英文）
- 豆瓣电影上《殭屍終結者》的資料 （简体中文）
- Box Office Mojo上《殭屍終結者》的資料（英文）
- 爛番茄上《殭屍終結者》的資料（英文）